# أحمد الشيطي
أحمد زغلول الشيطى هو روائي مصري ولد في دمياط في 10 فبراير عام 1961 لأسرة يعمل معظم أفرادها في حرفة صناعة الأثاث التي تشتهر بها مدينة دمياط.

## السيرة الذاتية
رغم وفاة والده في السادسة من عمره إلي أنه بدأ الكتابة مبكرًا، ولكن لم يستطيع نشر أولى أقاصيصه إلا في عام 1985 (أي بعد تخرجه من الجامعة وممارسته لمهنة المحاماة). وقد انتشرت أقاصيصه بعد ذلك في كثير من الصحف والمجلات المصرية من «مجلة المساء»، و«مجلة الأهالي» إلى «أدب ونقد»، و«القاهرة»، و«الموقف العربي»، و«الإنسان والتطور» وغيرها. نُظر إليه بشدة بعد صدور روايته «ورود سامة لصقر» التي صُدرت في القاهرة شهر فبراير عام 1990 والتي استقبلتها الأوساط الأدبية في مصر وخارجها بحفاوة بالغة، لإيقاعها التي يتماوج مع الواقع وإسقاطاته على المجتمع، وقد صوتها القصصي الخاص الذي يبدهك منذ سطور النص الأولى بسبب إيقاعها الذي يتماوج مع الواقع وإسقاطاته علي المجتمع، وخصصت لها مجلة أدب ونقد ملفا نقديا ورشحتها استبيانات عام 1990م كأفضل رواية مصرية لهذا العام وحدث حولها ندوات متعددة بمعرض القاهرة الدولي للكتاب والكثير من المؤتمرات الأدبية. هو من ابرز الذين بدؤوا الكتابة في الثمانينات من القرن العشرين ومن الذين تحمل كتابتهم مذاقها الفريد ونكهتها المتميزة.[بحاجة لمصدر]

## التعليم
أنهي أحمد الشيطي تعليمه الابتدائى والاعدادى والثانوي ثم ذهب إلى القاهرة في أواخر السبعينات من القرن الماضي ليواصل دراسته بكلية الحقوق بجامعة القاهرة، وتخرج من هذه الكلية في مايو عام 1983، وطوال سنوات دراسته ومنذ أن كان في السادسة من عمره كان يعمل أثناء العطلات الدراسية وأحيانا خلال العام الدراسي نفسه في حرف تلك الصناعة وخاصة في حفر النقوش البارزة على خشب الأثاث والتي تعرف باسم «الأويما».

## الكتب
- عرائس من ورق (1 يناير عام 1994).
- ورود سامة لصقر (7 أبريل عام 2019): خصصت لها مجلة أدب ونقد ملفًّا نقديا ورشحتها استبيانات 1990 كأفضل رواية مصرية لهذا العام. وقد تناولها النقد ولدراسة الكثير من النقاد المصريين والعرب. حيث وصفها الناقد السوري خليل الخليل بأنها «نقطة من أولى نقاط إضاءة رواية عقد التسعينيات في مصر».
- ضوء شفاف ينتشر بخفة (1 يناير عام 2010): الكتاب يحتوى على نصوص قصيرة كتبت ونشرت في الدوريات المصرية والعربية مثل أخبار الأدب، القدس العربى، البديل، الثقافة الجديدة، وغيرها في الفترة من عام 1995 إلى 2009.
- مائة خطوة من الثورة يوميات من ميدان التحرير (24 مارس عام 2011).[6]
- صخرة هليوبوليس (تم نشرها عام 2019): يذكر الكاتب كثيرًا من المرات التي أخذته أمه إلى أبيه لزيارته أيام كان مريضًا ومحجوزًا في مستشفى الحميات، يذكر الحديقة المشمسة الواسعة المزدانة بأشجار الفيكس، والسرو، والكافور، والجازورينا، ونباتات قصيرة مشذبة بعناية، تؤطر الممرات الطويلة المؤدية إلى المبنى. كانت أمه لا تزال ترتدي الملاءة اللف السوداء، ما يذكره من والده ينتمي جزء كبير منه إلى المستشفى، يذكر أنه كان يبتسم في صمت، منطويًا على سره، كأنه كان يدرك أنه لن يعود إلى البيت، وأنه لن يرى زوجته تضع حملها، وأن زين سيولد حتمًا بعد رحيله.[7][8]